# 曹國
曹國，中國歷史上春秋戰國時代的一個諸侯國，伯爵，國君為姬姓。周文王子曹叔振鐸後裔。建都陶丘，轄地大致為現在的定陶附近。

## 簡史
由於曹國弱小，後世記載的曹國事跡不多。西周時代，曹國唯一記入《史記》的大事是前826年曹幽伯被弟弟曹戴伯所殺的事件。進入東周後，曹國再發生內亂。前761年，公子武殺死兄長曹君石甫自立，後來諡為曹穆公，以後的曹國君主諡號皆稱公。
春秋時期，曹國成為晉楚爭霸的對象之一。前637年，晉公子重耳落難時經過曹國，受到曹共公的無禮對待。前631年晉楚城濮之戰時，晉國伐曹、衛救宋，把曹共公俘虜。楚國失利後，曹國親近並聽命於晉國。
後來，曹國與宋國交惡。曹悼公於前515年遭宋景公禁錮至死後，曹國發生內亂，繼任國君的曹聲公和曹隱公先後被殺。後來曹伯陽繼位，背叛晉國、又入侵宋國。結果宋景公伐曹，晉國沒有派兵拯救。前487年，宋景公擒殺曹伯陽，曹國滅亡。
曹國的後裔後來以國名為姓氏，是為曹姓的起源之一。

## 轶事
曹伯阳三年（前499年），国人有梦众君子立于社宫（社宫，社地），谋欲亡曹。曹的始祖振铎出来劝阻他们，说：“请等待公孙疆。”众许之。天明以后，求公孙疆其人，却遍索不得。那个做梦的人暗暗告戒其子说：“我亡，尔闻公孙疆为政，必离开曹，不要遭到曹祸。”这是曹国已将灭亡的前兆。曹伯阳好田弋之事。曹野人公孙疆亦好田弋，获得一只白雁去献给伯阳，并且给他大讲田弋之说，进而讲国家政事。伯阳非常喜欢他，有宠，使为司城以听政。梦者之子乃亡去。公孙疆以言霸，取悦于曹伯阳。曹伯阳于是背晋而干预宋国之政。宋景公伐曹，晋人不救。公元前487 年，宋终于灭曹。
此事为《史记·卷三十五·管蔡世家第五》所载，太史公曰：余寻曹共公之不用僖负羁，乃乘轩者三百人，知唯德之不建。及振铎之梦，岂不欲引曹之祀者哉？如公孙彊不脩厥政，叔铎之祀忽诸。

## 文艺
《诗经》有曹风四篇，从反映的内容看来，其风土人情与宋、卫、郑、陈基本差不多。

## 曹國君主列表
|    | 諡號     | 名                  | 在位時間           | 在位年數 | 出身與關係                         | 備注、資料出處                        |
| 1  | 曹叔振鐸 | 振鐸                | 前1041年－前1016年 | 30       | 周文王之子，周武王之弟             | 《史記·蔡世家》                       |
| 2  | 曹太伯   | 脾                  | 前1015年－前992年  | 24       | 曹叔振鐸之子                       | 《史記·蔡世家》                       |
| 3  | 曹仲君   | 平                  | 前991年－前925年   | 67       | 曹太伯之子                         | 《史記·蔡世家》                       |
| 4  | 曹宮伯   | 侯                  | 前924年－前885年   | 40       | 曹仲君之子                         | 《史記·蔡世家》                       |
| 5  | 曹孝伯   | 雲                  | 前884年－前865年   | 20       | 曹宮伯之子                         | 《史記·蔡世家》                       |
| 6  | 曹夷伯   | 喜                  | 前864年－前835年   | 30年     | 曹孝伯之子                         | 《史記·蔡世家》                       |
| 7  | 曹幽伯   | 彊                  | 前834年－前826年   | 9年      |                                    | 《史記·蔡世家》                       |
| 8  | 曹戴伯   | 蘇                  | 前825年－前796年   | 30年     |                                    | 《史記·蔡世家》                       |
| 9  | 曹惠伯   | 雉 《史記》避諱作兕 | 前795年－前760年   | 36年     |                                    | 《史記·蔡世家》                       |
| 10 | 曹伯石甫 | 石甫                | 前760年            | 未改元   |                                    | 《史記·蔡世家》                       |
| 11 | 曹穆公   | 武                  | 前759年－前757年   | 3年      |                                    | 《史記·蔡世家》                       |
| 12 | 曹桓公   | 終生                | 前756年－前702年   | 55年     |                                    | 《史記·蔡世家》                       |
| 13 | 曹莊公   | 射姑                | 前701年－前671年   | 31年     |                                    | 《史記·蔡世家》                       |
| 14 | 曹僖公   | 夷，《左傳》名赤    | 前670年－前662年   | 9年      |                                    | 《史記·蔡世家》、《左傳》莊公二十四年 |
| 15 | 曹昭公   | 班                  | 前661年－前653年   | 9年      |                                    | 《史記·蔡世家》                       |
| 16 | 曹共公   | 襄                  | 前652年－前618年   | 35年     |                                    | 《史記·蔡世家》                       |
| 17 | 曹文公   | 壽                  | 前617年－前595年   | 23年     |                                    | 《史記·蔡世家》                       |
| 18 | 曹宣公   | 彊                  | 前594年－前578年   | 17年     |                                    | 《史記·蔡世家》                       |
| 19 | 曹成公   | 負芻                | 前577年－前555年   | 23年     |                                    | 《史記·蔡世家》                       |
| 20 | 曹武公   | 勝                  | 前554年－前528年   | 27年     |                                    | 《史記·蔡世家》                       |
| 21 | 曹平公   | 須                  | 前527年－前524年   | 4年      |                                    | 《史記·蔡世家》                       |
| 22 | 曹悼公   | 午                  | 前523年－前515年   | 9年      |                                    | 《史記·蔡世家》                       |
| 23 | 曹聲公   | 野                  | 前514年－前510年   | 5年      |                                    | 《史記·蔡世家》                       |
| 24 | 曹隱公   | 通                  | 前509年－前506年   | 4年      |                                    | 《史記·蔡世家》                       |
| 25 | 曹靖公   | 露                  | 前505年－前502年   | 4年      |                                    | 《史記·蔡世家》                       |
| 26 | 曹伯陽   | 陽                  | 前501年－前487年   | 15年     |                                    | 《史記·蔡世家》                       |
|    | 曹伯狄   | 狄                  | 不详               |          | 陳邦懷認為即曹僖公，狄、赤聲近假通 | 《殷周金文集成》编号4019              |

## 其他曹國人物
公子
- 曹羈，曹莊公子，《左傳·莊公廿四年》
- 公子欣時，字子臧，曹宣公子

诸臣
- 公孫會
- 公孫彊
- 豎侯獳
- 翰胡
- 僖負羈

女性
- 僖負羈妻

## 延伸阅读
[在维基数据编辑]
 《史記/卷035》，出自司馬遷《史記》